# Tinción Diff-Quik

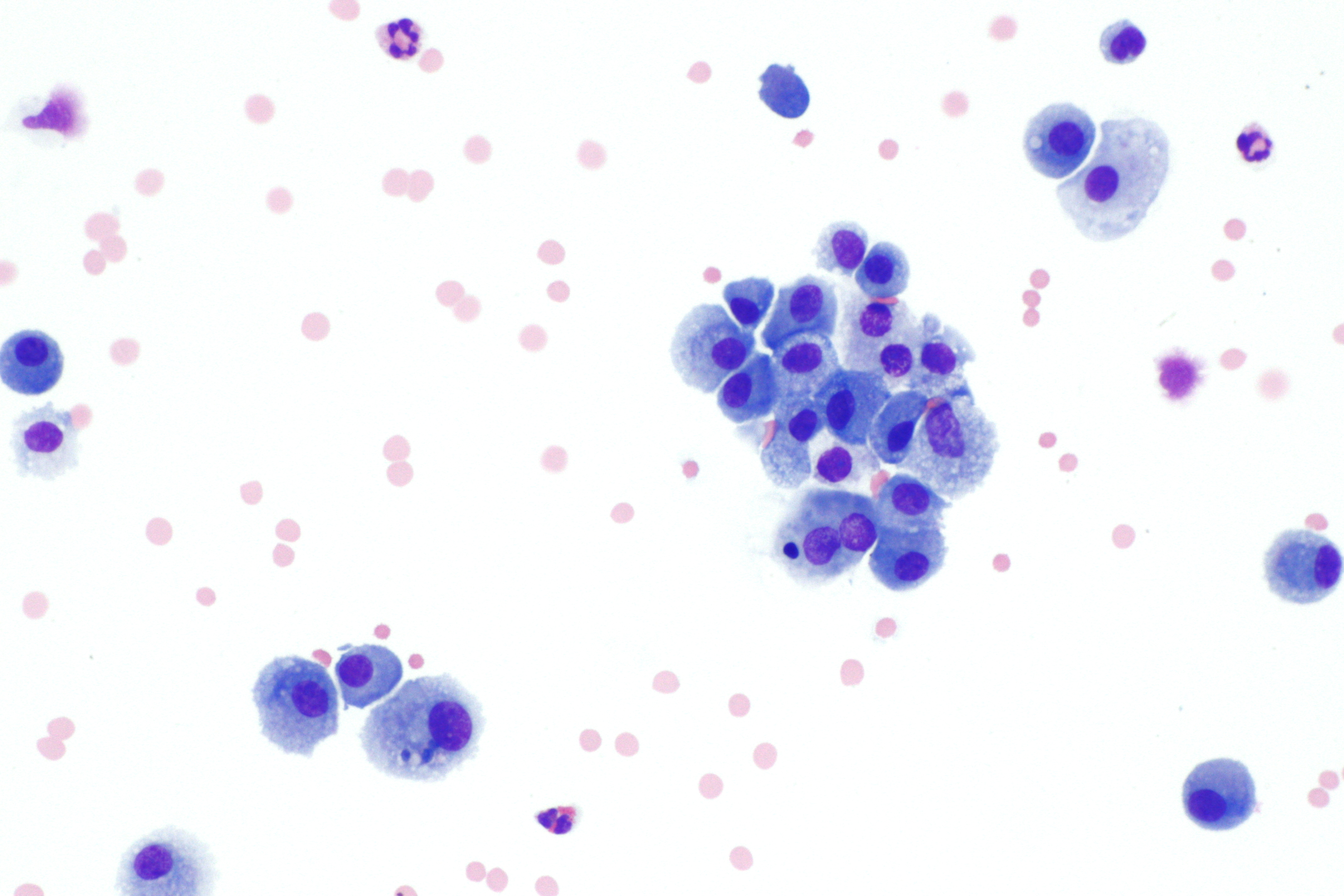
Muestra de lavado bronco alveolar teñido con Diff-Quik.

Diff-Quik es un variante comercial de la tinción de  Romanowsky, usada para teñir y diferenciar rápidamente  una gran variedad de muestras de patología. Es más comúnmente utilizado para teñir frotis de sangre y extensiones citopatológicas, incluyendo muestras obtenidas por punción aspiración con aguja fina (PAAF). 
La técnica de  Diff-Quik está basada en una modificación de la tinción de Wright-Giemsa, que fue patentada por la empresa Harleco en la década de los setenta.
Las ventajas que ofrece sobre la tinción de Wright-Giemsa son que reduce drásticamente el tiempo del proceso que con Wright-Giemsa cuesta 4 minutos, y además permite una tinción más selectiva sobre los compuestos eosinófilos o basófilos, dependiendo del tiempo que se deje la muestra en cada reactivo.
Hay diferentes casas comerciales que fabrican kits comerciales para realizar la técnica de Diff-Quick, sin embargo el nombre de "Diff-Quick" es usado generalmente para referirse a productos similares (de la misma manera que el nombre Coca-Cola es usado para referirse a cualquier tipo de bebida de cola).

## Uso
Diff-Quik es utilizado en muestras que se han secado al aire antes de iniciar el proceso de tinción, no obstante los procesos que preservan la muestra en alcohol antes de iniciar la tinción producen un resultado con mayor detalle microscópico.
El uso principal de las tinciones tipo Romanowsky en citopatología, es para obtener un mayor detalle citoplasmático, mientras que las tinciones tipo Papanicolaou producen un mayor detalle nuclear. La tinción Diff-Quik destaca elementos citoplasmáticos como mucinas, cuerpos lipídicos y gránulos neurosecretores; compuestos extracelulares, como mucinas libres, coloides, y sustancia fundamental; y organismos microscópicos, como bacterias  y hongos. Además se puede usar para estudiar la morfología de los espermatozoides.
Debido a su corto tiempo de tinción, la técnica de Diff-Quik  es a menudo utilizada para realizar una exploración inicial de una muestra citopatológica. Esta tinción inicial permite al  citotécnico o al patólogo realizar una rápida evaluación sobre el estado y calidad de la muestra, además permite identificar posibles neoplasias o alteraciones inflamatorias, y decidir si tinciones adicionales son necesarias.

## Componentes
La tinción Diff-Quik está formada por 3 soluciones:
- Solución fijadora 
  - Colorante triarilmetano
  - Metanol
- Solución I (tinción eosinófila) 
  - Colorante Xanteno (Eosina Y)
  - Disolución reguladora del pH
- Solución II (tinción basófila)
  - Colorante Tiazina , cloruro de metiltionina y azur A
  - Disolución reguladora del pH

## Resultados
| Estructura                      | Color                                                           |
| ------------------------------- | --------------------------------------------------------------- |
| Eritrocitos                     | Rojo amarillento/rosado.                                        |
| Plaquetas                       | Gránulos morados/violetas.                                      |
| Neutrófilos                     | Núcleo azul, citoplasma rosa, gránulos violetas.                |
| Eosinófilos                     | Núcleo azul, citoplasma azul, gránulos rojos.                   |
| Basófilos                       | Núcleo azul oscuro/morado, gránulos violetas.                   |
| Monocitos                       | Núcleo violeta, citoplasma azul claro.                          |
| Bacterias y hongos              | Azul oscuro.                                                    |
| Citoplasma, colágeno y músculos | Varias tonos de rosa, naranja, amarillo y azul.                 |
| Espermatozoides                 | Región acrosomal azul claro, región post-acrosomal azul oscuro. |

## Alternativas
- Tinción Wright-Giemsa
- Tinción de Papanicolaou